# ملانی فیشر
ملانی فیشر (انگلیسی: Melanie Fischer؛ زادهٔ ۲۷ ژانویهٔ ۱۹۸۶) بازیکن فوتبال اهل اتریش است.
از باشگاه‌هایی که در آن بازی کرده‌است می‌توان به باشگاه فوتبال زنان بایرن مونیخ اشاره کرد.
وی همچنین در تیم ملی فوتبال زنان اتریش بازی کرده‌است.